# Знайти друзів
Знайти друзів (англ. Find My Friends або Find Friends у SpringBoard) — програма для відстеження мобільних телефонів і сервіс для пристроїв iOS, розроблений Apple Inc. І Find My iPhone, і «Знайти друзів» були об'єднані в програму «Локатор» в iOS 13 і iPadOS 13 у 2019 році.

## Огляд
Програма дозволяла особам, яким користувач надав дозвіл та які також мають пристрій Apple, отримати інформацію про GPS-місцезнаходження мобільного пристрою користувача. Програму можна використовувати для відстеження дітей, членів родини та друзів, а також інших осіб, наприклад співробітників, без спровіщення про те, що їх відстежують. Програма також може відстежувати місцезнаходження людини задля її безпеки.
Програма «Знайти друзів» дозволяє особі, якій користувач надав на це дозвіл, стежити за ним за допомогою своїх пристроїв на базі iOS. Користувачі також можуть ділитися своїм місцезнаходженням з обраним колом людей. За даними Apple, можна одночасно відстежувати до 100 «друзів».
Програма також може надсилати сповіщення, коли користувач покинув або прибув у нове місце. Місцезнаходження визначається за допомогою GPS на пристрої iOS, коли ввімкнено служби локації. Програма вимагає, щоб їй було надано доступ до служби локації. Модифіковане програмне забезпечення дозволяє з'являтися сповіщенням, коли користувач запитував інформацію про місцезнаходження, або спровіщення зʼявляються коли їх увімкнути через програму сповіщень. Програма також може бути працювати через параметри спільного доступу у Facebook. Функцію можна ввімкнути та вимкнути в будь-який час.
Як і багато iOS-додатків, які використовували служби локації, у ній доступний батьківський контроль. Функція «Знайти друзів» синхронізована з іншими програмами, такими як «Карти» та «Контакти». Програма підтримується на iPhone, iPod Touch, iPad, Apple Watch або на сайті iCloud.com на компʼютерах Windows. Місцезнаходження друга можна також переглянути в OS X 10.10, натиснувши «Деталі» у верхньому правому куті програми «Повідомлення».

## Приватність
Програма підняла потенційні проблеми з конфіденційністю, пов'язані з відстеженням точного місцезнаходження користувача, без сповіщення користувачів про те, що їх відстежують. Кілька функцій безпеки дозволяли користувачеві ділитися своїм місцезнаходженням лише з вибраними ними людьми, а також вимкнути відстеження у будь-який час. «Друзі» могли відстежувати лише користувачів, які прийняли їхній запит на доступ. Користувач може видалити їх із списку доступу в будь-який час або лише зробити відстеження тимчасовим.
Іншим способом вимкнути відстеження є вимкнення служб локації. Це можна зробити, перейшовши в Параметри > Приватність > Служби локації, вибравши програму у списку та вибравши опцію «Ніколи». Відстеження можна знову ввімкнути, вибравши опцію «За використання». Служби локації, а отже, і відстеження місцезнаходження не працювали, коли пристрій перебував у «режимі польоту».

## Історія
«Знайти друзів» було анонсовано 4 жовтня 2011 року, за день до смерті Стіва Джобса, і випущено 12 жовтня 2011 року, за кілька годин до фактичного випуску iOS 5.
Між iOS 9 (випущена у вересні 2015 року) та iOS 13 і iPadOS 13 (випущені у вересні 2019 року) програма була базовою в iOS і встановлювалася автоматично. Користувачі, які використовують iOS 8, можуть безкоштовно завантажити програму з App Store.
Починаючи з iOS 13 і macOS Catalina, підтримка функції «Знайти друзів» була припинена, її об'єднано з Find My iPhone для iOS і Find My Mac для macOS в нову програму під назвою «Локатор».